# Góry Pobyłkowskie

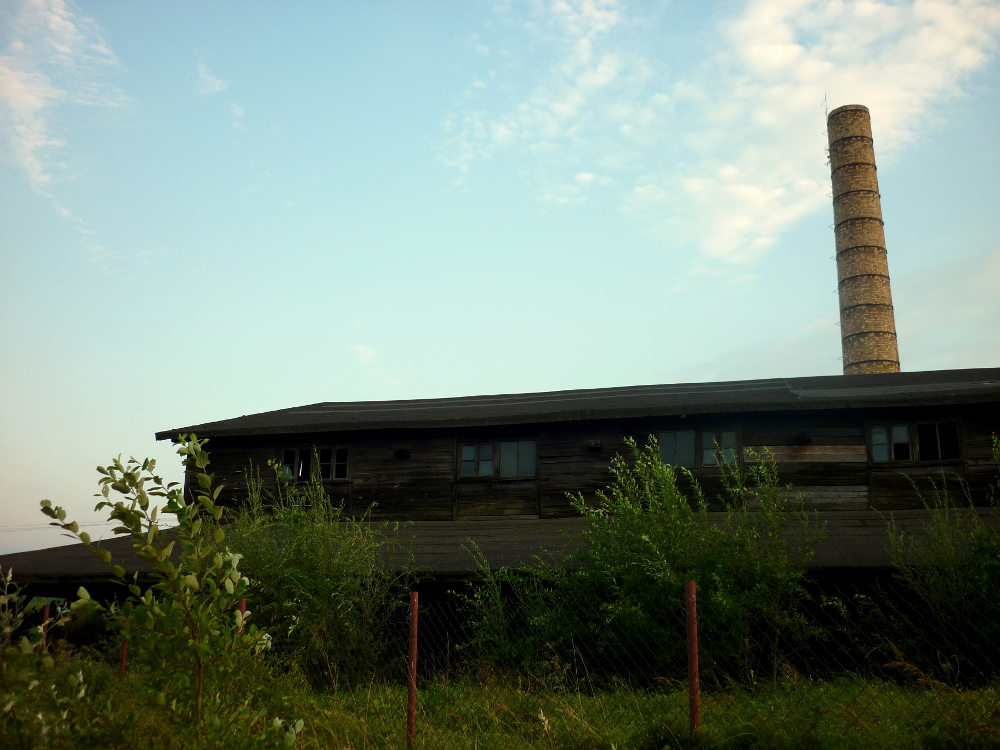
Nieczynna Cegielnia w Wierzbicy

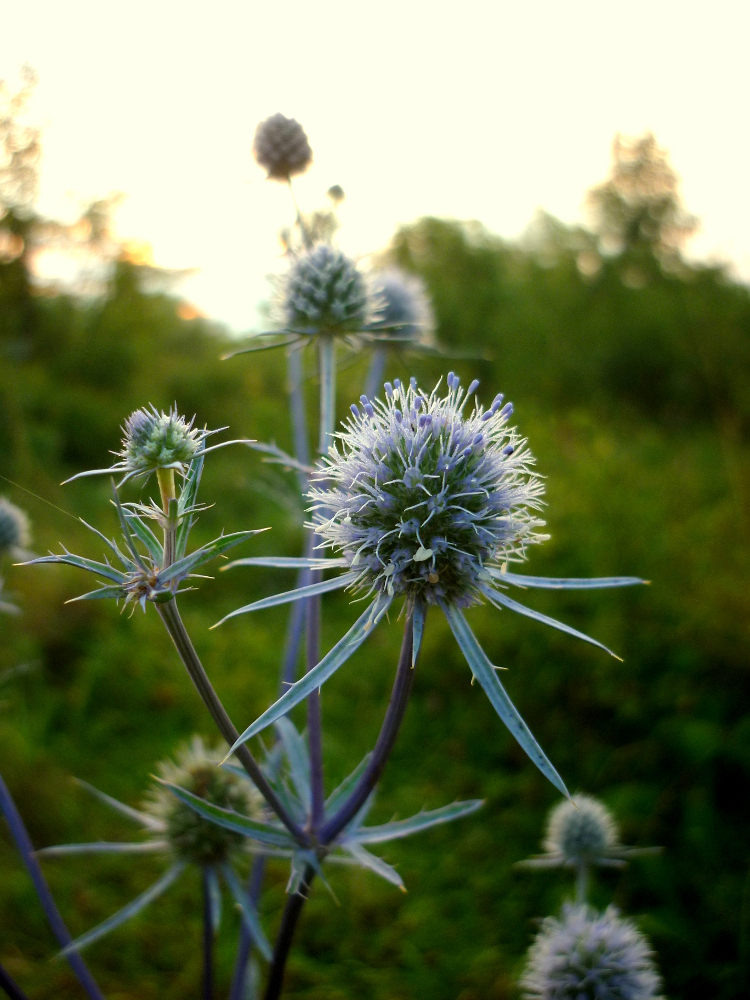
Mikołajek płaskolistny rosnący w Górach Pobyłkowskich

Góry Pobyłkowskie (318.64) – lekko sfalowany teren w Polsce, na wschodnim skłonie Wysoczyzny Ciechanowskiej tuż obok Doliny Dolnej Narwi. Teren Gór rozciąga się w południowej części gminy Pokrzywnica, częściowo zachodzi na północno-zachodnią stronę gminy Serock. Najwyższe wzniesienie mierzy 138,1 m n.p.m. Nazwa Gór pochodzi od dwóch pobliskich miejscowości: Pobyłkowo Duże i Pobyłkowo Małe.

## Charakterystyka
Góry Pobyłkowskie są jedynym takim miejscem w powiecie pułtuskim. Stanowią one wypiętrzenie moreny czołowej. Za wałem morenowym rozciąga się nieckowate obniżenie (zagłębienie końcowe), natomiast same wały są obrośnięte lasem sosnowym. Pozostałością po lodowcu jest także jezioro Chojno po południowej stronie Gór.

## Turystyka
Przez teren Gór Pobyłkowskich przebiega pieszo-rowerowy szlak turystyczny (żółty szlak Serocki). Na wschód od Gór, w odległości ok. 1,5 km, rozciąga się dolina Narwi.

## Przemysł
Po północnej stronie Gór znajduje się stara cegielnia z końca XIX wieku oraz komin z lat 50. XX wieku. Obecnie nieczynna. Właścicielem dóbr Wierzbica i "Cegielni Wierzbica" pod koniec XIX wieku był Stanisław Skarżyński. 

## Ludność
Teren Gór sam w sobie nie jest zamieszkany ze względu na gęsty las sosnowy, jakim jest on porośnięty. Bezpośrednio przylega jednak do niego od strony południowej osada nosząca nazwę geograficzną tutejszych Gór - Góry Pobyłkowskie, gmina Serock. W granicach tej gminy i w bezpośredniej bliskości Gór znajduje się również miejscowość Dębinki. Od strony północnej zwału morenowego rozciągają się zabudowania typu jednorodzinnego

## Klimat
Klimat Gór Pobyłkowskich choć nie odbiega mocno od typowego klimatu nizinnego to można zauważyć małe różnice. W okolicach Gór występują częściej i w intensywniejszej formie mgły, które kilka kilometrów dalej, np. w Pokrzywnicy nie występują wcale. Różnica w wysokości terenu wpływa także na przepływ wiatrów i konsekwencji z tym związanych. Jedną z takich konsekwencji było wystąpienie trąby powietrznej w pobliskim Trzepowie.

## Wody
Teren Gór Pobyłkowskich jest działem wodnym dopływów Narwi. Znajduje się tutaj obszar zlewni Klusówki.